# 대구중리초등학교
대구중리초등학교(大邱中里初等學校)는 대한민국 대구광역시 서구 이현동에 있는 공립 초등학교이다.

## 역사
- 1954-04-01 중리국민학교 개교(5개 학급)
- 1998-03-01 병설유치원 설립인가(1학급)
- 2008-03-01 유치원 1학급 편성
- 2011-02-16 제55회 졸업식(졸업생 총수 :7773명)
- 2015-02-13 제59회 졸업식(졸업생 총수:7984명)
- 2015-03-01 9학급 편성(특수학급 1학급 포함)
- 2018-02-12 제62회 졸업식(졸업생 총수:8,075명)
- 2018-03-02 8학급 편성(특수반 1학급 포함)

## 학교 상징
- 교화 - 장미 : 강한 개성미와 덩성 불의와 타협하지 않는 지조 높은 인간상
- 교목 - 향나무 : 푸른 기상과 강인함 굳세고 슬기로우며 품위있는 인간으로 성장함을 뜻함

## 참고 자료
- 대구중리초등학교 - 한국교육학술정보원 학교알리미